# Fonologia rządu
Fonologia rządu  (ang.Government phonology, GP) – teoria naukowa w dziedzinie językoznawstwa, a dokładniej fonologii, opierająca się na założeniu, iż u podłoża dźwięków we wszystkich językach znajdują się te same elementy. 
Historycznie teoria ta powstała jako efekt odrzucenia przez fonologów reguł fonologicznych z powodu ich nadmiernej generalizacji. Reguły fonologiczne w teoriach generatywistycznych przekształcały jeden poziom reprezentacji (strukturę głęboką) w drugi (strukturę powierzchniową). Przy odrzuceniu reguł, lingwiści odrzucili też założenie dwóch poziomów reprezentacji. Fonologia rządu bliższa jest dawnej strukturze głębokiej, a konkurująca z nią teoria optymalności - bliższa jest dawnej strukturze powierzchniowej.
Elementy fonologii rządu zastępują binarne i artykulacyjne cechy wprowadzone w The Sound Pattern of English. Liczba tych elementów, zależnie od wersji teorii, ustalona jest na od sześciu do ośmiu. Najmniej kontrowersji wywołują elementy (A), (I), (U),(?),(L) oraz (H). 
Głoski są kombinacjami tych elementów. Najmniejsza możliwa kombinacja to kombinacja pusta, zapisywana jako (_) (występująca m. in we francuskim i tureckim). 
Elementy fonologii rządu są wspólne dla systemu samogłosek i spółgłosek, ale oznaczają inne cechy. Różnica między spółgłoską a samogłoską, polega na miejscu, jakie dana głoska zajmuje w swojej sylabie. 
Dla samogłosek odpowiadają one odpowiednio za cechy: tylny, przedni, okrągły, dźwięczny/nosowy oraz aspirowany. 
Dla spółgłosek oznaczają odpowiednio: koronalność, (przednio-językowość), palatalizację, labializację, pełne zamknięcie oraz ton niski i ton wysoki. Przykłady spółgłosek  i ich elementów to {I}=/j/, {A,?}=l
Elementy (A), (I), (U)  posiadają cechę samodzielności. W większości języków naturalnych występują głoski zbliżone do /a, i, u/. Mogą być również łączone w kombinacje, np. {I,A} oznacza głoskę /e/.
W wielu językach, w systemie spółgłosek, tylko jeden z elementów {L, H} ma zastosowanie. W języku polskim jest to {L} i oznacza dźwięczność. 
W Polsce jedną z ważniejszych osób zajmujących się fonologią rządu był Edmund Gussmann.